# Communauté rurale de Chérif Lo
Chérif Lo est une commune de l'ouest du Sénégal. 
Elle fait partie de l'arrondissement de Pambal, du département de Tivaouane et de la région de Thiès.